# Schuster & Loeffler
Schuster & Loeffler war  ein Verlag in Berlin und Leipzig von 1895 bis 1921.

## Geschichte

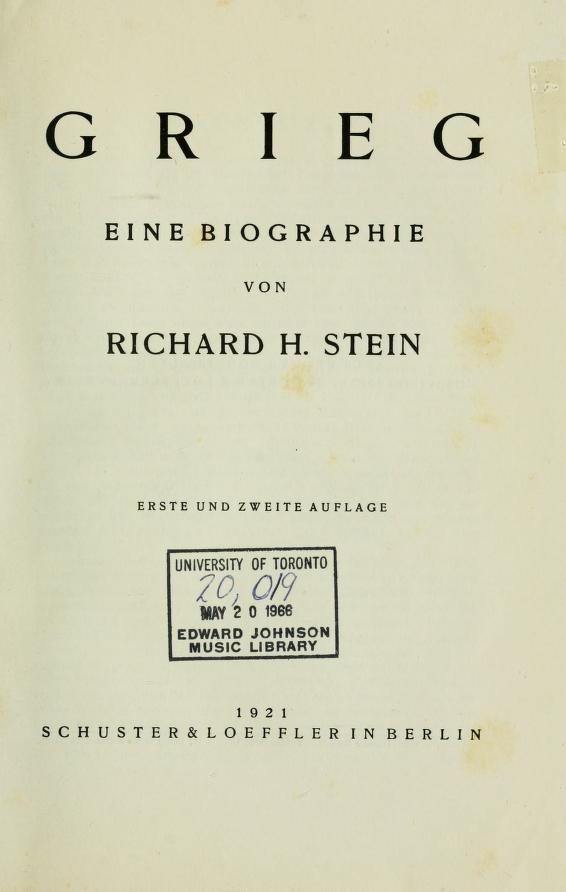
Grieg-Biografie von Richard H. Stein (1921)

1895 gründeten Richard Schuster (1869–1936) und Ludwig Loeffler (1866–1950) den Buchverlag Schuster & Loeffler in Berlin.
Sie kauften dafür zuerst Rechte von Werken von Detlev von Liliencron. Es folgten bald Bücher von Richard Dehmel und zahlreichen weiteren Schriftstellern wie Christian Morgenstern, Stefan Zweig, Hermann Hesse, Ricarda Huch und dem dänischen Literaturnobelpreisträger Karl Gjellerup.
Um 1900 wurden nach Verlagsangaben etwa 1,5 Millionen Bücher verkauft.
Nach dem Ausscheiden von Ludwig Loeffler kamen Zeitschriften und Literatur über klassische Musik dazu.
1921 übernahm die Deutsche Verlags-Anstalt in Stuttgart den Verlag Schuster & Loeffler.